# Ivan Stambolić
Ivan Stambolić (selo Brezova kod Ivanjice, 5. studenoga 1936. – Fruška Gora, 25. kolovoza 2000.), bivši visoki državni i partijski dužnosnik Srbije u doba Socijalističke Federativne Republike Jugoslavije.

## Životopis
Ivan Stambolić rođen je u selu Brezova kod Ivanjice 1936. godine. Industrijsku školu svršio je u Rakovici a uz posao diplomirao je na Pravnom fakultetu u Beogradu. Radio je u tvornici reznog alata, u tvornici Cer u Čačku i u Industriji motora Rakovica (proizvođaču traktora).
Postao je ravnateljem poduzeća Tehnogas 1965. godine a zamjenik mu je bio Slobodan Milošević (upoznali su se na sveučilištu). To je bio početak Miloševićevog nasljeđivanja Stambolića, kad god bi Stambolić krenuo na drugo zapošljenje, što u politici, što u gospodarstvu.
Predsjednikom Privredne komore Beograda postao je 1975. godine a nakon toga već 1976. godine postao je tajnikom Izvršnog komiteta Predsjedništva SK Srbije. Predsjednikom Izvršnog vijeća Skupštine Socijalističke Republike Srbije (srbijanske vlade) postao je 1978. godine.
Nakon odrađenog mandata u Izvršnom vijeću, postao je predsjednikom Gradskog komiteta SK Beograda, 1982. godine a u proljeće 1984. godine predsjednikom Centralnog komiteta SK Srbije. U tom dobu davao je snažnu potporu izboru Slobodana Miloševića na mjesto vođe GK SK Beograda.
Svibnja 1986. godine biva izabran predsjednikom Predsjedništva SR Srbije a malo prije toga dao je odlučujuću podršku Miloševiću u izboru za predsjednika CK SK Srbije. Nakon Miloševićeve posjete Kosovu Polju, 24. travnja 1987. godine, gdje je dao podršku kosovskim Srbima, započeo je razdor u srpskom državnom rukovodstvu. Tada Milošević započinje sukob s Dragišom Pavlovićem koji je tada bio vođom beogradskih komunista. Dragiša Pavlović bio je pripadnikom liberalnog krila SK Srbije, te se njegova sintagma uzima za opisivanje Miloševića - "olako obećana brzina". Ojačavši svoj položaj, Milošević (23. i 24. rujna 1987. godine) na Osmoj sjednici SK Srbije (gdje je Pavlović razriješen svih dužnosti) napada i svoga dugogodišnjega mentora Ivana Stambolića (pred TV kamerama). To je značilo prekretnicu u politici srpskih komunista, koji se sve više priklanjaju srpskim nacionalistima okupljenim u Udruženju književnika Srbije i Srpskoj akademiji nauka i umjetnosti (Memorandum, čiji su autori: Dobrica Ćosić, Smilja Avramov, Kosta Mihailović, Dejan Medaković, Vasilije Krestić i ini pisci, ekonomisti, povjesničari.).
14. prosinca iste godine Stambolić je razriješen dužnosti predsjednika Predsjedništva Srbije. Na prijedlog tadašnjega Saveznog izvršnog vijeća SFRJ, u siječnju 1988. godine, postao je ravnateljem Jugoslavenske banke za međunarodnu ekonomsku suradnju - JUBMES. Milošević ga je smijenio s toga položaja 1997. godine.
Pod sumnjivim okolnostima tijekom Antibirokratske revolucije,  u travnju 1988. godine, kod Budve u prometnoj nesreći poginula je njegova kći Bojana (tada je imala 24 godine).
25. kolovoza 2000. godine, mjesec dana pred izvanredne izbore za predsjednika Savezne Republike Jugoslavije (gdje se očekivalo da bi Stambolić mogao nastupiti kao kandidat), biva otet, za vrijeme jogginga u Beogradu, i od tada nije više viđen živ.
Njegovi su posmrtni ostatci pronađeni 28. ožujka 2003. godine na Fruškoj gori (Vojvodina). Kako se tada saznalo, ubijen je po nalogu Slobodana Miloševića, a ubojstvo su izvršili osmorica pripadnika Jedinice za specijalne operacije MUP-a Srbije (predvođenih Miloradom Lukovićem - Legijom). Ubojice su osuđeni na 15 do 40 godina zatvora. Ivan Stambolić pokopan je uz državne počasti 8. travnja 2003. godine na beogradskome groblju Topčider.

## Djela
- Direktor u samoupravljanju, : Rad, Beograd, 1978.
- Poslovodna funkcija u udruženom radu, Institut za političke studije, Beograd, 1985.
- Rasprave o Srbiji: 1979. – 1987., Globus, Zagreb, 1988.
- Put u bespuće: odgovori Ivana Stambolića na pitanja Slobodana Inića, Radio B92, Beograd, 1995.

### Posmrtno
- Žrtve: Ivan Stambolić Slavku Ćuruviji, prir. Vukašin Stambolić, Udruženje Nauka i društvo Srbije, Beograd, 2006. (suautor Slavko Ćuruvija)